# 舍曼阿克里斯 (加利福尼亞州)
舍曼阿克里斯（英語：Sherman Acres）是位於美國加利福尼亞州卡拉韋拉斯縣的一個非建制地區。該地的面積和人口皆未知。

## 地理
舍曼阿克里斯的座標為38°26′50″N 120°04′19″W / 38.44722°N 120.07194°W，而該地的平均海拔高度為2135米（即7005英尺）。